# Кондраты (Смоленская область)
Кондра́ты   — деревня  в  Смоленской области России,  в Ельнинском районе. Население – 40 жителей (2007 год). Расположена в юго-восточной части области  в 13  км к северу от города Ельня, в 3 км восточнее автодороги Р137 Сафоново — Рославль. Входит в состав Бобровичского сельского поселения.

## История
Название деревни произошло от мужского имени Кондрат.